# Contrato de mandato
El mandato es un contrato mediante el cual una persona (mandante) confía la gestión de uno o más negocios a otra (mandatario), quien se hace cargo de ellos por cuenta y riesgo de la primera. Es un contrato consensual, bilateral imperfecto, de buena fe y se presume gratuito.

## Contrato de mandato y representación
El contrato de mandato se encuentra muy vinculado con la representación y el apoderamiento. El mandato puede ser la base en la que sustente el poder dado al mandatario precisamente para la realización del encargo, aunque no se excluye que la fuente de la representación la constituya otra relación jurídica como el contrato de sociedad, el contrato de trabajo, la propia ley, etc. El mandato agota su esfera de actuación en las relaciones internas entre mandante y mandatario.
La doctrina y la jurisprudencia ha construido el apoderamiento como un negocio unilateral y recepticio y el mandato como una de las relaciones jurídicas subyacente en las que puede asentarse el poder vinculante para el mandante y el mandatario.

## Sujetos en el contrato de mandato
- Mandante, comitente o poderdante: Es la persona natural o jurídica que confiere el encargo.
- Mandatario, procurador o apoderado: Es la persona que acepta el encargo.[3]

## Características
- Puede ser oneroso o gratuito; es oneroso cuando ambas partes reciben valores económicos, y gratuito cuando no hay intereses patrimoniales, o sea que los valores económicos le corresponden a una sola parte.

- Es un contrato típico o Nominado; es decir, está específicamente contemplado y regulado por la ley.

- Es un contrato principal; existe por sí mismo, se constituyen para garantizar el cumplimiento de una obligación principal.

- Es un contrato conmutativo; es un acuerdo voluntario en el que cada parte conoce sus derechos desde el inicio del mismo, e intenta que ambas partes tengan un trato igualitario.

- Es un contrato de tracto sucesivo; regulan una serie de entregas o prestaciones periódicas que intervienen durante algún tiempo prolongado.

- Es un contrato bilateral; es un acuerdo de voluntad en el cual se generan derechos y obligaciones en ambas partes.

- Es un contrato de medios y no de resultados.

- Será consensual (según la naturaleza jurídica del acto o actos para el cual fue conferido); son aquellos que quedan perfeccionados o concluidos con todos sus efectos desde que las partes se ponen de acuerdo.[4]

## Clases de mandato
- Atendiendo al objeto encomendado, esto es, los negocios que puede celebrar el mandatario, puede el mandato ser general o especial.
- Atendiendo a si el mandatario actúa a nombre propio o del mandante, puede ser "en nombre propio" o por "cuenta ajena".
- Atendiendo a sus efectos, puede haber mandato con representación o sin representación. En consecuencia, la representación no es de la esencia del mandato.[5]
- General: se otorga para que el mandatario intervenga  en todos los negocios del mandante, solo para administrar sus bienes.
- Especial: se confiere para intervenir en ciertos casos determinados por el código civil.

## Efectos del mandato

### Obligaciones del mandatario
- Obligación de ejecutar el mandato.

- Debe ejecutar el mandato personalmente. Si hay sustitución, ésta puede ser amplia o restringida.

- Se debe sujetar a las instrucciones recibidas del mandante. En caso de que el mandatario no recibiera instrucciones concretas, debe actuar prudentemente, como si se tratara de su negocio propio.

- Debe rendir cuentas acerca de la ejecución del mandato.[6]

### Obligaciones del mandante
- Pagar la retribución convenida.

- Reembolsar las expensas o gastos que haya realizado el mandatario.

- Indemnizar al mandatario por los daños y perjuicios que éste hubiera sufrido con motivo del cumplimiento del mandato.[6]

## Extinción del mandato
El mandato puede terminar por alguna de las siguientes causales:
- Vencimiento del plazo.

- La conclusión del negocio para el que se otorgó el mandato.

- Por la rescisión del contrato, a causa del incumplimiento de una de las partes.

- Por nulidad del contrato.

- Por revocación. Hay países en los cuales existe la figura del mandato irrevocable. No es el caso del Uruguay, donde siempre el mandato puede revocarse (Art. 2087 del Código Civil de Uruguay).

- La renuncia del mandato por voluntad del mandatario.

- Con la muerte del mandante o del mandatario. Hay países en los que existe el mandato que subsiste aún luego de la muerte del mandante y ello sucede cuando el mandato fue otorgado en interés del mandante y del mandatario al mismo tiempo, caso del Art. 2098 del Código Civil de Uruguay. El mismo código permite el mandato para ejecutarse después de la muerte del mandante (Art. 2096).

- Por la interdicción del mandante o la del mandatario.[7]